# Bahasa Jawa Indramayu
Il Bahasa Jawa Indramayu è un dialetto della lingua giavanese utilizzato nella regione di Indramayu, provincia di Giava Occidentale, in Indonesia. Il dialetto è parlato da circa 2 milioni di persone.